# Sociedade Esportiva Ariquemes
La Sociedade Esportiva Ariquemes, noto anche semplicemente come Ariquemes, è una società calcistica brasiliana con sede nella città di Ariquemes, nello stato della Rondônia.

## Storia
Il club è stato fondato l'11 aprile 1981. L'Ariquemes ha vinto il Campionato Rondoniense nel 1993 e nel 1994. Ha partecipato alla Coppa del Brasile nel 1994, dove è stato eliminato agli ottavi di finale dal Vitória.

## Palmarès

### Competizioni statali
- Campionato Rondoniense: 2

1993, 1994